# Trojplošník

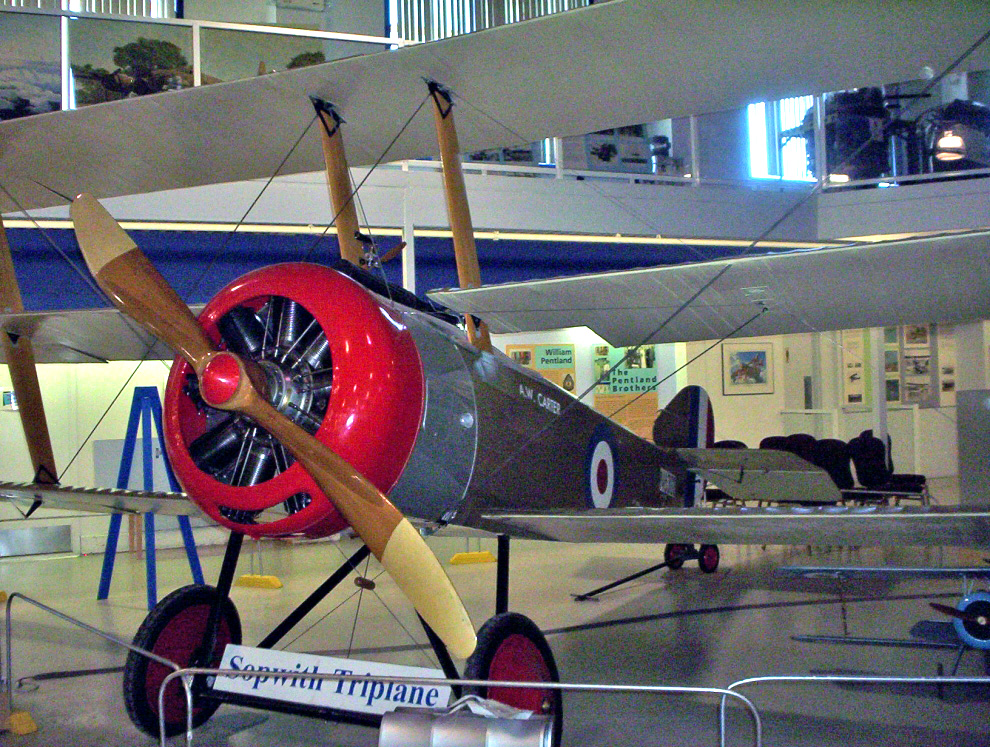
Trojplošník Sopwith Triplane v leteckém muzeu v Calgary

Trojplošník je letadlo se třemi pevnými nosnými plochami podobného rozpětí umístěnými přibližně v řadě nad sebou.
Obvykle bývá nejspodnější křídlo umístěno ve stejné rovině jako spodní část trupu, střední křídlo v rovině horní části trupu a nejvyšší křídlo je posazeno na vzpěrách nad trupem. První trojplošník navrhl Ambroise Goupy v roce 1908, postavil ho Louis Blériot a vybavil motorem Renault o výkonu 50 k (37 kW). Trojplošníky mají větší nosnou plochu než dvouplošníky nebo jednoplošníky podobného rozpětí a hloubky křídel. Díky tomu mohou dosáhnout většího vztlaku na křídlech a menšího poloměru zatáčky při manévrování. Nevýhodou trojplošníků byla velká interference mezi nosnými plochami, čímž se snižoval jejich vztlak proti jednoplošníku nebo dvouplošníku se stejnou plochou křídel.   Tento letoun měl vyšší obratnost v podélné ose, což bylo tehdy žádoucí. 
Během 1. světové války se někteří výrobci letadel snažili využít skvělých manévrovacích schopností trojplošníků a vyvinuli několik typů stíhacích letounů s touto konfigurací. Nevýhodou těchto strojů však byl větší odpor vzduchu a tím i nižší rychlost letounů v letové hladině i ve střemhlavém letu. Ne vždy získávaly v bojích převahu nad tehdy běžnými dvouplošníky a tak se typy letadel s touto konfigurací vyráběly jen v menších sériích. S trojplošnou konfigurací se také experimentovalo u velkých bombardérů, např. u letounu Caproni Ca.4.
Prvním trojplošníkem, který byl nasazen do bojů 1. světové války, byl britský Sopwith Triplane, ale později se stal nejznámějším letounem tohoto druhu německý stíhací letoun Fokker Dr.I, který se stal populární díky německému stíhacímu esu Manfredu von Richthofen, jenž byl přezdíván Rudý baron.